# Antonio Castaños Benavent
Antonio Castaños Benavent fou un militant anarcosindicalista, també conegut com el Torero.
Durant els anys 1940 fou membre del Comitè Regional de Llevant de la CNT, i després de la detenció del secretari general del Comitè Nacional de la CNT Manuel Villar Mingo el novembre de 1947, fou nomenat nou Secretari General de la CNT l'abril de 1948, ocupant el càrrec fins que fou detingut a València el juliol de 1949.
El 24 de març de 1950 fou jutjat en un consell de guerra i condemnat a 25 anys de presó. Fou enviat a Sant Miquel dels Reis. Fou un dels presos, juntament amb Sigfrido Catalá Tineo, Manuel Rodríguez Roya i Manuel Pesto Acosta,que foren interrogats el 23 de maig de 1952 per Madame Ingrand del Comitè Internacional contra el Règim Concentracionari que publicà a França el Llibre Blanc del Sistema Penitenciari Espanyol (1953). El 1958 encara era tancat a Sant Miquel dels Reis.